# Fantas Schimun
Fantas Schimun aka Michaela Schimun geb. 1973, ist seit 1999 als Solokünstlerin aktiv, zeitweise auch unter den Künstlernamen Bonny Trash und Fantas Schimur.

## Leben
Ihre erste veröffentlichte Auskopplung war der Track „Ich bin bis auf Weiteres eine Demonstration“, der 2002 auf dem ZickZack-Sampler Bis auf Weiteres eine Demonstration – Geräusche für den Tag danach erschien.
Zum Zeitpunkt dieser Veröffentlichung war das Material für ihr Debütalbum Variationen über die Freiheit eines Anderen bereits fertiggestellt, die Veröffentlichung erfolgte jedoch erst 2010.
Die konzeptionelle Arbeit am Album hatte sie bereits 1999 begonnen, wobei sie über zwei Jahre hinweg Texte, Kompositionen und Klangideen nach dem DIY-Prinzip entwickelte.
Die Künstlerin war zu jener Zeit in Wien ansässig und verlegte später ihren Lebensmittelpunkt nach Berlin.
Ein ausführliches Interview aus dem Jahr 2003 bietet Einblicke in ihre musikalische Entwicklung und Hintergründe.

## Gastbeiträge
Neben ihrer Solokarriere ist Fantas Schimun auch als Gastmusikerin aktiv.
- 2004 trat sie unter dem Künstlernamen Bonny Trash als Musikerin bei Track 8 und 9 des Albums I-Wolf & Burdy – Meet the Babylonians in Erscheinung.[6]
- Sie wirkte außerdem als Gastmusikerin bei der Berliner Band Mutter mit.[7]
- Zudem war sie immer wieder als Gast auf den Alben von Doc Schoko zu hören.[8]

## Veröffentlichungen
- 2002 – Track „Ich bin bis auf Weiteres eine Demonstration“ auf dem Sampler Bis auf Weiteres eine Demonstration – Geräusche für den Tag danach (ZickZack)[9]
- 2010 – Debütalbum Variationen über die Freiheit eines Anderen[3]
- 2014 – LP Golden Balls auf dem eigenen Label Keto Recordings[4]

## Rezeption
Das Debütalbum Variationen über die Freiheit eines Anderen wurde international positiv aufgenommen.
- Das deutsche Musikmagazin Spex lobte die dichte Atmosphäre und den intellektuellen Anspruch der Kompositionen.[10]
- Das österreichische Online-Magazin The Gap hob die genreübergreifende Experimentierfreude und emotionale Tiefe hervor.[11]
- Die britische Plattform The Quietus bezeichnete das Album als „eine faszinierende Mischung aus Avantgarde-Pop und literarischer Dichte“.[12]
- In den USA wurde das Album von PopMatters als „kunstvolle, eigenständige Stimme im Independent-Genre“ gefeiert.[13]

Das 2014 veröffentlichte Werk Golden Balls (LP) wurde in mehreren Radiosendungen vorgestellt, unter anderem in einem ausführlichen Interview bei Radio ORANGE 94.0 in Wien, in dem Fantas Schimun über die Produktion, ihr Label Keto Recordings und ihre künstlerischen Visionen sprach.
Zudem wurde die LP in einer Radiosendung auf Reboot FM Berlin präsentiert, die ein ausführliches Gespräch mit der Künstlerin beinhaltet.
Fantas Schimun lebt seit 2015 wieder in Wien und tritt vereinzelt als Gastmusikerin in Erscheinung, schreibt manchmal Vorworte zu Ausstellungskatalogen, veröffentlicht ab und an Musik, die sie gut findet.